# Skimboarding

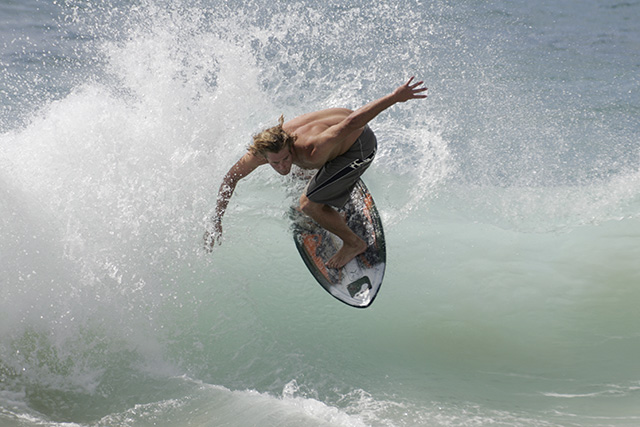
Un surfista effettua un salto con uno skimboard

Lo skimboarding (o semplicemente skimboard) è uno sport acquatico nato negli anni venti in California che si pratica con una tavola in legno o vetroresina simile al surf (detta appunto skimboard) e consiste nel cavalcare le onde che si frangono in riva sfruttando la risacca dell'onda precedente.

## Storia
Le testimonianze più antiche riguardo allo skimboarding risalgono al 1920, quando alcuni bagnini di Laguna Beach, in California, si divertivano a scivolare sulla battigia dell'oceano saltando su larghe tavole di compensato.
Queste tavole erano inizialmente di forma rotonda, piuttosto rozze e inadatte al loro direzionamento, ma si evolsero piuttosto velocemente anche grazie alla facilità con cui chiunque si poteva fabbricare la propria tavola, sperimentando nuove forme e nuove tecniche di utilizzo.
Negli anni '70 si cominciarono a costruire delle tavole molto simili a quelle moderne, con forma affusolata simile a quella del surf e materiali come la vetroresina. Nel 1976 nacque la prima azienda produttrice di tavole da skimboard, la Victoria Skimboards, che per quasi 30 anni fu la sola a essere presente sul mercato. Solo all'inizio di questo decennio, infatti, il mercato degli skimboard si è ampliato con la presenza della Exile, della Zap e di numerose altre aziende, il cui aumento esponenziale è sintomo di un crescente interesse verso questo sport.
Pur rimanendo, come il surf, un'attività di tipo principalmente ricreativo, oggi lo skimboarding si è evoluto in uno sport altamente competitivo, e ogni anno vengono organizzati numerosi campionati in tutto il mondo, il cui più importante è tuttora lo United Skimboard Tour (UST), a cui partecipano i maggiori skimboarders professionisti del mondo.

## Tecnica
Lo skimboarding consiste nello sfruttare il fenomeno dell'aquaplaning per raggiungere, stando in piedi sulla tavola, l'onda che frange più o meno vicino alla riva. Per fare questo lo skimboarder deve innanzitutto trovare lo spot giusto, cioè un luogo adatto alla pratica di questa attività, che ha caratteristiche ben precise. Esso infatti deve essere preferibilmente una spiaggia sabbiosa e compatta, con acqua già alta poco oltre la riva (in modo che le onde non frangano troppo al largo), e caratterizzata da frequenti mareggiate, caratteristiche insomma che rispecchiano quelle dell'Oceano Pacifico. L'assenza di parte (o addirittura tutti) questi fattori non pregiudica il fatto che si possa comunque provare a fare skimboard, adattando il proprio stile alle condizioni di cui si dispone.
Trovato lo spot adeguato, lo skimboarder aspetta sulla spiaggia l'onda adatta. Quando questa si sta avvicinando a riva, lo skimboarder corre verso la riva con la tavola in mano, droppa (cioè lascia cadere) la tavola sull'acqua della battigia, sale sulla tavola il più velocemente possibile e scivola con essa fino all'onda, che gli consentirà eventualmente di compiere diverse evoluzioni (detti tricks) e manovre, del tutto simili a quelle che si praticano col surf o con lo skateboard.

## Stili
Nello skimboard esistono due stili principali, molto diversi fra loro: il "flatland" e il "wave riding". Il flatland consiste nel far scivolare la tavola sulla battigia per compiere dei tricks simili a quelli che si fanno sullo skateboard, come ad esempio (jump) e (slides) su strutture costruite in legno e tubi in pvc, salti con rotazione della tavola sotto i piedi (pop shove-it) o il salto (ollie). Questo stile è praticato generalmente dagli appassionati di freestyle, è uno stile molto tecnico e lo si può praticare ad ogni pozza di acqua priva di onde, a livello basico è certamente praticato dai principianti per cominciare a prendere confidenza con la tavola, ma può arrivare a dei livelli di difficoltà e tecnicismo davvero sorprendenti, è molto diffuso in Italia anche a causa della mancanza di onde grosse che frangono a riva, necessarie invece per il wave riding. Quest'ultimo consiste nel raggiungere un'onda sfruttando la risacca e cavalcarla.

## Spot

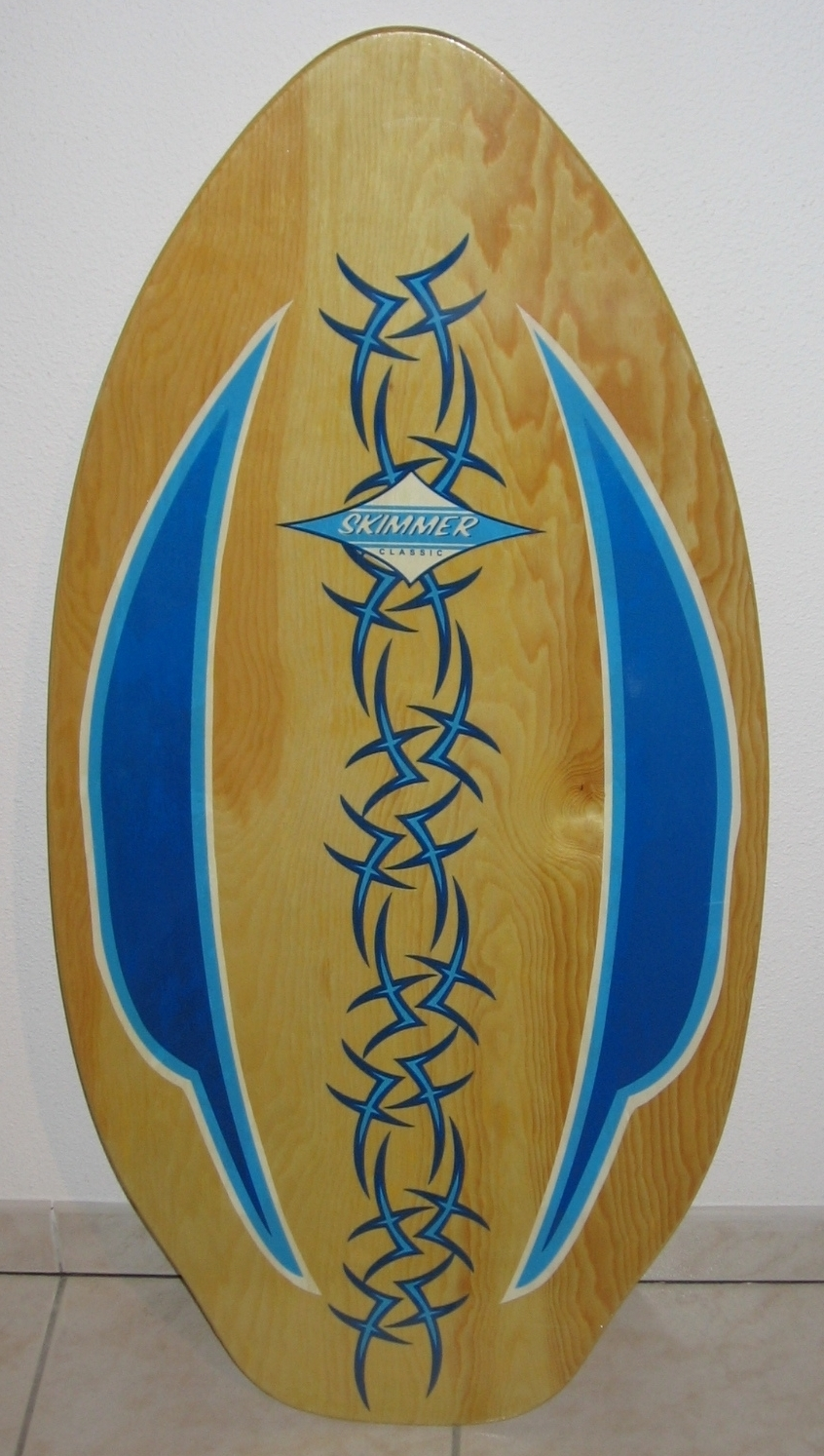
Uno skimboard per principianti

Laguna Beach è considerata la location principale per lo skimboarding, in quanto ha visto la nascita di questo sport e conta molti degli spot più famosi del mondo, come Aliso e 10th Street. Altri spot estremamente rinomati sono Newport Beach (con il caratteristico sidewash di The Wedge), sempre in California, e Cabo San Lucas, in Messico. L'Italia, pur avendo a disposizione 7458 km di coste, non ha spot paragonabili a quelli californiani, e il motivo principale è la presenza, al posto dell'oceano, di un mare chiuso come quello Mediterraneo. Ad ogni modo negli ultimi anni lo skimboard si è ampiamente diffuso anche in Italia, dove molti ragazzi contribuiscono alla diffusione di questo sport. In Italia si trovano, se non gli spot migliori (che forse devono ancora essere scoperti), almeno delle spiagge di riferimento per gli appassionati di questo sport. Fra queste bisogna ricordare le spiagge della Costa Verde, San Giovanni di Sinis, il Poetto e Geremeas in Sardegna, Chiavari, Sestri Levante, Varazze e Savona in Liguria, Ladispoli e Lido di Ostia nel Lazio.